# Rahn+Bodmer
Die Rahn+Bodmer Co. ist eine auf die Anlageberatung und Vermögensverwaltung spezialisierte Schweizer Privatbank. Das Unternehmen wurde 1750 in Zürich gegründet und ist heute die älteste Zürcher Privatbank. Sie ist in Form einer Kommanditgesellschaft mit derzeit fünf unbeschränkt haftenden Teilhabern organisiert. Seit mehreren Generationen ist das Unternehmen ausschliesslich im Besitz der Zürcher Familien Rahn, Bodmer und Bidermann, aus denen die fünf Partner stammen.
Rahn+Bodmer Co. zählt rund 200 Mitarbeitende, die alle am Sitz in Zürich wirken. Die Bank konzentriert sich auf die Anlageberatung und Vermögensverwaltung; dies in erster Linie für Privatkunden aus dem In- wie dem Ausland. Per 30. Juni 2024  wurde das verwaltete Kundenvermögen mit 16.8 Milliarden Schweizer Franken angegeben.